# Gerda Nicolson
Gerda Nicolson, född 11 november 1937 i Hobart, Tasmanien, Australien, död 12 juni 1992 i Melbourne, var en australisk skådespelare.

## Biografi
Nicolson är för svensk TV-publik mest känd för rollen som fängelsechef Ann Reynolds i Kvinnofängelset. Hon har medverkat i en rad andra australiska TV-serier och filmer, bland andra Hunter, Bellbird, Bluey, The Clinic och Bangkok Hilton.
Nicolson avled 12 juni 1992 efter att en vecka tidigare drabbats av en stroke i sin loge under en teaterföreställning. Nicolson var en aktad skådespelare inom den australiska teatereliten, och efter hennes död introducerade hennes make Julius Szappanos Gerda Nicolson Award for an Emerging Actress, ett eftertraktat pris bland australiska skådespelare som fram tills för några år sedan delades ut årligen.